# Grmija (budova)
Grmija (albánsky Gërmia) je název pro budovu bývalého obchodního domu v centru kosovské metropole Prištiny. Nachází se v severní části ulice Matky Terezy. Pojmenován je po stejnojmenném parku a pohoří, který se rozkládá východně od Prištiny.
Patrová budova s nápadným hliníkovým obkladem byla vyprojektována v roce 1970 a dokončena v roce 1972. Vznikla na místě původního tureckého bazaru, který byl vybourán v 50. letech 20. století v souvislosti s modernizací města. Architektem budovy, projektované v duchu tehdejších jugoslávských modernistických staveb, byla Ljiljana Raševska. Obchodní dům byl první stavbou v Prištině, která měla vlastní eskalátory. Z celkové podlahové plochy o rozloze 8500 m2 sloužila zhruba polovina pro různé obchody. Budova měla vlastní restauraci, samoobsluhu a další obchody.
Během války v závěru 90. let 20. století byla budova těžce poškozena.
Po roce 2002 byla budova přebudována jako kanceláře, po roce 2008 se z ní stala oficiálně vládní budova. Sídlil zde daňový úřad, některé kanceláře Ministerstva výstavby a Ministerstva vnitra.
Na počátku 21. století měla být budova nakonec stržena a nahrazena moderní koncertní halou, jejíž výstavbu měla financovat EU.